# Ödestugu
Ödestugu ist ein Ort (småort) in der schwedischen Provinz Jönköpings län und der historischen Provinz (landskap) Småland.

## Söhne des Ortes
- Johan Andersson (1820–1894), Bischof und Übersetzer von Goethe ins Schwedische
- Gideon Sundbäck (1880–1954), Erfinder